# Campionato del mondo di hockey su slittino - Gruppo C 2016
Il campionato del mondo di hockey su slittino - Gruppo C 2016 è stata la prima edizione del torneo di terzo livello. Si è disputato a Novi Sad, in Serbia, dal 23 al 25 febbraio 2016.

## Partecipanti
Hanno preso parte al torneo l'Austria, retrocessa dal Gruppo B nel 2015, la Finlandia e una squadra mista Belgio/Paesi Bassi.
Si è svolto un girone all'italiana di sola andata. La prima classificata avrebbe ottenuto la promozione nel successivo Campionato del mondo di hockey su slittino - Gruppo B 2017, valido anche come torneo di prequalificazione alle Paralimpiadi 2018.

## Incontri
| Novi Sad 23 febbraio 2016 | Austria | 11 – 0 (3:0; 3:0; 5:0) referto | Belgio/Paesi Bassi |  |

| Novi Sad 24 febbraio 2016 | Finlandia | 7 – 0 (2:0; 1:0; 4:0) referto | Belgio/Paesi Bassi |  |

| Novi Sad 25 febbraio 2016              | Austria        | 1 – 0 (0:0; 0:0; 0:0; 0:0; 1:0) referto | Finlandia |  |
| \| \| \| \| \| \| Shootout 1 – 0 \| \| |                |                                         |           |  |
|                                        |                |                                         |           |  |
|                                        | Shootout 1 – 0 |                                         |           |  |

### Classifica
| Pos. | Squadra            | Pt. | PG | V | VOT | POT | P | GF | GS |
| ---- | ------------------ | --- | -- | - | --- | --- | - | -- | -- |
| 1.   | Austria            | 5   | 2  | 1 | 1   | 0   | 0 | 12 | 0  |
| 2.   | Finlandia          | 4   | 2  | 1 | 0   | 1   | 0 | 7  | 1  |
| 3.   | Belgio/Paesi Bassi | 0   | 2  | 0 | 0   | 0   | 2 | 0  | 18 |